# Vicepresidentes del Congreso de la República de Guatemala
Los Vicepresidentes del Congreso de la República de Guatemala son los funcionarios públicos de jerarquía inferior inmediata al Presidente del Congreso de la República. Se designan por el orden de su elección como:
1. Primer Vicepresidente;
2. Segundo Vicepresidente; y
3. Tercer Vicepresidente.

El orden es respectivamente de acuerdo a su nombramiento.

## Funciones
Corresponde a los Vicepresidentes, en su orden, sustituir al Presidente del Congreso de la República en caso de ausencia o falta temporal del mismo, ejerciendo sus atribuciones. Asimismo deben auxiliar al Presidente del Congreso en el ejercicio de sus funciones y cumplir cualesquiera otras labores que dispongan el Pleno del Congreso de la República o la Junta Directiva. 

## Sueldo y otros
Los Vicepresidentes del Congreso de la República, percibe un sueldo mensual de Q.45,000.00, así como tiene una caja chica de Q.15,000.00 para gastos diversos (esto es accesible conocer por medio del Dto. 57-2008 del Congreso de la República de Guatemala, Ley de Acceso a la Información Pública).